# Incursiones de los mongoles en Palestina
Las incursiones de los mongoles en Palestina tuvieron lugar al final de las Cruzadas, como continuación de una serie de incursiones mongolas en Siria, principalmente entre los años 1260 y 1300. Luego de cada una de estas invasiones, durante un período de unos pocos meses los mongoles fueron capaces de lanzar algunas incursiones hacia Palestina, logrando penetrar hasta Gaza. 
Las incursiones fueron realizadas por una sección relativamente pequeña del ejército mongol, que se dedicó al pillaje, destrucciones y asesinatos. Sin embargo, en ninguna de las dos oportunidades los mongoles intentaron incorporar Palestina al sistema administrativo mongol, y a los pocos meses de los ataques contra Siria, las fuerzas de los mamelucos provenientes de Egipto

## Campañas de los mongoles en 1260

Ofensivas de los mongoles en la zona del Levante durante 1260. Los ataques exitosos sobre Alepo y Damasco condujeron a ataques posteriores sobre blancos secundarios tales como Baalbek, al-Subayba, y Ajlun u otras poblaciones en Palestina, incluyendo probablemente Jerusalén. Algunos grupos menores llegaron hasta Gaza.

En 1258, los mongoles liderados por Hulagu, buscaron expandir el Imperio mongol. Tuvieron éxito al conseguir capturar Bagdad el centro del poder del mundo islámico, destruyendo con dicha acción a la dinastía abasí. Luego de Bagdad, los mongoles junto con algunos cristianos de los territorios previamente conquistados de Georgia, Cilicia Armenia, y Antioquía, se dispusieron a conquistar Siria, que estaba regida por la dinastía ayubí. Tomaron la ciudad de Alepo, y el 1 de marzo de 1260, conquistaron Damasco, destruyendo también la dinastía ayubí. 
Habiendo desaparecido los centros del poder islámico de Bagdad y Damasco, El Cairo, bajo el control de los mamelucos, se transformó en el centro del poder islámico. Probablemente los mongoles hubieran continuado su avance a través de Palestina hacia Egipto, pero debieron detener su invasión a causa de conflictos internos en Turkestan. Hulagu partió con el grueso de sus tropas, dejando solo una fuerza de 10 000 jinetes mongoles en Siria al comando del general cristiano nestoriano Kitbuqa, ocupando el territorio conquistado.
Kitbuqa continuó la ofensiva, tomando las ciudades de Baalbek, al-Subayba, y Ajlun y enviando avanzadas mongoles a Palestina, llegando hasta Ascalón y posiblemente Jerusalén. En Gaza se estableció un regimiento mongol de unos 1000 hombres, mientras que otro grupo se asentó en Nablus.
Hulagu también le envió el mensaje al rey Luis IX de Francia, de que habían entregado Jerusalén a los cristianos. Sin embargo, los historiadores modernos creen que si bien Jerusalén puede haber sido el objetivo de una incursión de los mongoles por esta época, no fue ocupada o conquistada de manera formal.

### Batalla de Ain Yalut (1260)
Después de retirarse desde Siria hasta El Cairo, los mamelucos egipcios negociaron con los francos delReino de Jerusalén en Acre, y los francos adoptaron una posición pasiva de neutralidad entre mamelucos y mongoles, a pesar de que los mamelucos musulmanes habían sido tradicionalmente enemigos de los cruzados. Parecía además que los francos consideraban a los mongoles una amenaza mayor que a los musulmanes. Por esto, a las fuerzas mamelucas se les permitió atravesar territorio cruzado indemnes, y acumular una fuerza considerable que se enfrentaría a los restos del ejército  mongol en septiembre de 1260, en la histórica batalla de Ain Yalut en Galilea. Los mamelucos consiguieron una importante victoria, no solo para la región, sino también porque era la primera vez que un ejército mongol sufría una derrota sustancial. Se convirtió entonces en el límite de las conquistas mongolas. Después de esta batalla hubo varios intentos de invadir Siria, pero no consiguieron ningún éxito hasta 1300, cuando pudieron mantener territorio sirio durante algunos meses.

### El incidente sidonio (1260)
El cruzado Julián Grenier, señor de Sidón y de Beaufort, descrito por sus contemporáneos como irresponsable y cabeza hueca, aprovechó la oportunidad en 1260 de asaltar y saquear el área de la Bekaa, que se había convertido hacía poco en territorio mongol. Cuando el general mongol Kitbuqa envió a su sobrino con una pequeña fuerza para pedir reparación por los hechos, ésta fue emboscada y asesinada por Julián. Kitbuga respondió con fuerza asaltando la ciudad de Sidón, destruyendo sus muros y asesinando cristianos, aunque se ha sido dicho que el castillo no fue tomado.

## Asaltos mongoles durante la cruzada de Eduardo I (1271)
En 1269, el príncipe inglés Eduardo (futuro Eduardo I de Inglaterra), inspirado por las historias de su tío, Ricardo Corazón de León, y la segunda cruzada del rey francés Luis, comenzó su propia cruzada, la novena. El número de caballeros y criados que acompañaron a Eduardo en la cruzada fue bastante pequeño, posiblemente en torno a 230 caballeros, con un total de aproximadamente 1000 personas, transportados en una flotilla de 13 barcos. Muchos de los miembros de la expedición de Eduardo eran amigos cercanos y familiares, incluyendo a su esposa Leonor de Castilla, su hermano Edmund, y su primer primo Henry de Amain.